# Ріаан Ханамуб
Ріаан Ханамуб (англ. Riaan Hanamub, нар. 8 лютого 1995, Отаві) — намібійський футболіст, захисник південноафриканського клубу «АмаЗулу» (Дурбан).
Виступав, зокрема, за клуби «Тач & Гоу» та «Орландо Пайретс» (Віндгук), а також національну збірну Намібії.

## Клубна кар'єра
Народився 8 лютого 1995 року в місті Отаві. Вихованець футбольної школи клубу «Тач & Гоу». Дорослу футбольну кар'єру розпочав 2013 року в основній команді того ж клубу, в якій провів два сезони. 
Своєю грою за цю команду привернув увагу представників тренерського штабу клубу «Орландо Пайретс» (Віндгук), до складу якого приєднався 2015 року. Відіграв за команду з Віндгука наступні три сезони своєї ігрової кар'єри.
До складу клубу «Джомо Космос» приєднався 2018 року. Станом на 12 червня 2019 року відіграв за команду з Йоганнесбурга 22 матчі в національному чемпіонаті.
В 2020 році перейшов до складу клубу «Чиппа Юнайтед».

## Виступи за збірну
У 2016 році дебютував в офіційних матчах у складі національної збірної Намібії.
У складі збірної був учасником Кубка африканських націй 2019 року в Єгипті.